# Гайнц Вайзенбах
Гайнц Вайзенбах (нім. Heinz Weisenbach; нар. 30 серпня 1945, Фюссен, ФРН) — німецький хокеїст та тренер.

## Кар'єра
Гайнц Вайзенбах народився в німецькому містечку Фюссен, де базується відомий хокейний клуб «Фюссен». Саме вихованцем цього клубу є Гайнц, який пройшов через дитячу, а згодом і юнацьку команди. У віці 19 років у 1964 році дебютує за ХК «Фюссен» у Бундеслізі та стає чемпіоном ФРН у своєму першому сезоні. У складі національної збірної на чемпіонаті світу 1966 року здобуває право виступати в Групі А. У наступному році разом із збірної виступає на чемпіонаті світу в групі А. У 1968 році здобуває свій другий титул чемпіона ФРН у складі «Фюссена», у складі збірної брав участь в Олімпійському турнірі 1968, що проходив у французькому Греноблі. У 1971 та 1973 роках став втретє та вчетверте чемпіоном ФРН, також брав участь у чемпіонаті світу 1971 року.
Загалом у Бундеслізі Вайзенбах провів 322 гри, закинув 89 голів. У складі збірної ФРН, відіграв 36 матчів, закинув дві шайби.
Після завершення ігрової кар'єри перейшов на тренерську роботу, очолював молодіжну команду «Маннхаймер ЕРК». З часом очолює першу команду. При обмеженому бюджеті він намагається створити команду рівня Бундесліги, для цього вирушив до Північної Америки, щоб спеціально шукати гравців з німецьким корінням, серед цих гравців, зокрема майбутні зірки «Маннхаймер ЕРК» того часу: Гарольд Крейс, Манфред Вольф, Рой Роджер та Пітер Ашерл. Це дало результат у сезоні 1979/80, а саме титул чемпіонів ФРН. Після Мангейму, переїхав до Кельну, також свого часу тренував такі клуби, як Дюссельдорф ЕГ та австрійський ФЕУ «Фельдкірх». Очолював і свій рідний клуб «Фюссен», а в сезоні 1989/90 вивів до плей-оф «Маннхаймер ЕРК».
У 1990 році став президентом клубу «Фюссен», на цій посаді проробив два роки.

## Нагороди
- Чемпіон ФРН у складі ХК «Фюссен» (4) — 1965, 1968, 1971, 1973.